# Gabro

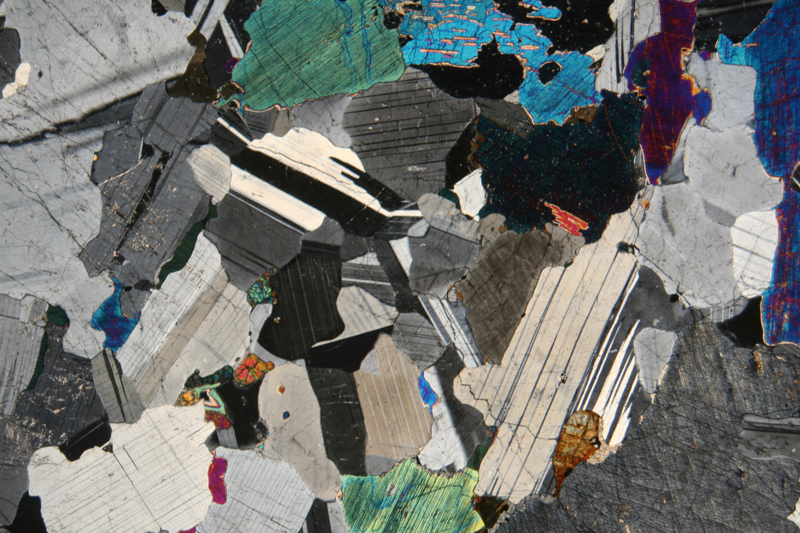
Lâmina delgada de um gabro visto ao microscópio petrográfico com luz polarizada. Os minerais de tons cinzentos a negro com maclas bandeadas são plagioclases e os mais coloridos são clinopiroxenas e olivina.

Gabro é uma rocha plutónica intrusiva de cor escura com textura fanerítica e granulação média a grossa. É uma rocha composta essencialmente por plagioclases (labradorite a anortite), piroxenas e titanomagnetite. A olivina magnesiana (forsterite) pode ocorrer como mineral acessório, bem como magnetite, sulfetos, apatite, espinela (verde ou castanha), titanite e rutilo. O gabro é o equivalente plutónico do basalto, formando-se pelo arrefecimento lento de magmas de composição basáltica. Comercialmente os gabros são vendidos como granito negro.

## Descrição
Em sentido estrito o gabro é uma rocha ígnea plutónica composta principalmente por plagioclase cálcica e piroxenas em proporções de volume similares. Em sentido mais amplo, o termo «gabro» engloba as rochas gabroicas do diagrama QAPF, ou seja aquelas do grupo anortosito-gabro-diorito que apresentam mais de 10% de mineras escuros e plagioclase cálcica (An50-An100).
O gabro sensu stricto é o equivalente plutónico do basalto, mas ao contrário deste, apresenta um mineralogia muito mais variável.
Os gabros (sensu strico e lato) ocorrem em variados ambientes tectónicos, entre os quais as dorsais oceânicas, as zonas de subducção, os rifts continentais e as ilhas oceânicas associadas a pontos quentes.
Os gabros são comercializado como material de construção sob o nome de «granito negro». o valor económico do gabro enquanto tal é menor quando comparado com as mineralizações de níquel, cromo e platina, as quais estão intimamente associadas a gabros e a rochas ultramáficas. Também ocorrem mineralizações de vanádio associadas aos gabros.

## Etimologia
O nome «gabro» deriva da localidade italiana de Gabbro situada nas cercanias de Rosignano Marittimo, na Toscana. O nome foi pela primeira vez aplicado à rocha pelo geólogo alemão Christian Leopold von Buch que a descreveu cientificamente. Por sua vez, o nome da rocha deu origem ao topónimo Gabbro Hills, aplicado a um grupo montanhoso da Antárctida, rico naquela rocha.

## Mineralogia e química
Os gabros podem classificar-se, conforme o seu teor em minerais do grupo das plagioclases e do grupo das piroxenas, em:
1. Gabro (sensu stricto) — rocha composta por plagioclases com augite (variedade de clinopiroxena) e por vezes com olivina;
2. Hiperito — rocha composta por plagioclases com augite, hiperstena (variedade de ortopiroxena) e por vezes com olivina;
3. Norito  — rocha composta por plagioclases com hiperstena e por vezes com olivina;
4. Evjito — rocha composta por plagioclases com hornblenda;
5. Bojito  — rocha composta por plagioclases com hornblenda e augite;
6. Troctolito  — rocha composta principalmente por olivinas e plagioclases.

Adicionalmente, se um gabro contém mais de 5% em volume de olivina é designado por gabro olivínico; se apresenta mais de 5% em volume de quartzo é designado por gabro quártzico.
Os gabros também podem conter apatite, magnetite ou ilmenite como minerais acessórios.